# 怪獣王ゴジラ (漫画)
『怪獣王ゴジラ』（かいじゅうおうゴジラ）は、河本ひろしによる日本の漫画作品。『デラックスボンボン』（講談社）にて1992年8月号から1993年5月号に連載された。全10話、単行本全2巻。
怪獣を使い、世界を征服しようと企む悪の科学者・マッド鬼山と、彼が作り出す人工怪獣に、最強の怪獣王であるゴジラが戦いを挑む激闘のオリジナルストーリー。昭和ゴジラシリーズと平成VSシリーズの設定が混在した世界観となっている。
最終巻である第2巻には特別企画のゴジラ博物館とおまけ漫画『ストリートファイター GODZILLA』が掲載された。

## 作品中におけるゴジラと怪獣達
ゴジラは他の作品では、人類の敵として描かれている場面が多いが、この作品中におけるゴジラはマッド鬼山に操られた時を除いて、直接人類に危害を加える場面は描かれておらず、結果的にはマッド鬼山の人工怪獣から人類を護る場面が多く描かれている。また登場する敵の怪獣はかつて日本に出現し、破壊の限りを尽くしたり、ゴジラと闘い、敗れ去った怪獣達をマッド鬼山が再生、改造、コントロールしている設定になっている。そして、本作では怪獣の言葉に翻訳をつけるなど、擬人的な表現を用いている。

## ゴジラの技と武器
放射熱線
ゴジラが持つ最大最強の武器であり人工怪獣達を次々と焼き尽くす。
腕力
“怪獣王”と自称しているだけにそのパワーは他の怪獣とは桁違いであり、自分よりも大きいビオランテを地面から引っこ抜いて投げ飛ばしたり、メカニコングの腕をもぎ取ったり、ラドン、ガイガンの体を引き裂いた。
牙
ゴジラにとっては牙も立派な武器になり、あらゆる物を噛み砕く力を有している。
尻尾
鞭の様に長い尻尾はその威力は鉄塔さえも折り曲げてしまうとされている。ゴジラはこの尻尾を用いた攻撃でメガロ自慢の角を真っ二つにし、尻尾をバネの様に使ってジャンプして上空のラドンを叩き落とした。
ヌクレアタイフーン
対キングギドラ戦で使用された本作オリジナルの技。口から吐く竜巻状の風に敵を巻き込み、ダメージを与える。ゴジラはこの技でキングギドラの2つの首をもぎ取った。

## 登場キャラクター
神子日出雄（かねこ ひでお）
怪獣が好きな少年で、この漫画の主人公にあたる。友達の信市と絵美子からは「怪獣博士」や「ゴジラ博士」等と呼ばれている。時には人を護る為なら、自分の身の危険も顧みず、立ち向かっていく勇気も持っている。
またゴジラに関する知恵は他人よりも優れており、ミラー博士に頼まれて、マッド鬼山によって捕まえられ氷漬けにされたゴジラに対し、無人の原子力潜水艦を爆発させて熱を与えるといった作戦を考え、人工怪獣が暴れ放題になるのを阻止した事もある。そして自らを怪獣と化したマッド鬼山との最終決戦時においてはマシーンG（ゴジラ）のパイロットの一人として、兄の神子陽介一佐に選ばれた。
信市（しんいち）
第1話「マッド鬼山からの挑戦!」にのみ登場した伊豆大島に住む日出雄の友達の少年。漁師を親に持つ。怪獣に詳しい日出雄の事を怪獣博士と呼んでいた。日出雄達と共にゴジラとバラゴンの戦いを目撃する事になる。
絵美子（えみこ）
信市と同じく第1話にのみ登場した伊豆大島に住む日出雄の友達の少女。両親は牧場を経営しているらしい。日出雄から、ゴジラは生物である為、飼育できる可能性があると聞いた時は耳を疑った。信市と同じく、ゴジラとバラゴンの闘いを目撃する。
神子陽介（かねこ ようすけ）
日出雄の兄であり、安全保障室直属のGチームのリーダー的立場にある人物。階級は一佐。戦闘ヘリやメーサーヘリに搭乗して、仲間達と共に人工怪獣に立ち向かった。何か事件が起こった時はゴジラの仕業ではないかと疑う事もあるが、時にはゴジラに加勢し、助けた事もある。かなりユーモアのある人物でもあり、第2話「ゴジラ 怒りの放射熱線」においては、ドライブ中にラジオでゴジラが駿河湾より上陸したと聞いた時は、日出雄に向かって「ゴジラはメスかもな」とジョークを言った事もある。マッド鬼山との最終決戦時においてはマシーンGのメインパイロットを務めた。
リンダ・ミラー
第4話「ゴジラ処刑される!?」から登場した国連科学委員会からやってきた女性科学者。マッド鬼山から「自分の指示に不満がある場合は、ラドンに世界を爆撃させる」という内容の脅迫状がGチームに届いた時、マッド鬼山を悪魔と畏怖した日出雄の知恵を借りて、氷漬けにされたゴジラを助ける為の作戦を考えてもらった。勘の鋭い女性でもあり、背後から自分を狙っていたWX星人の頭部にナイフを命中させ、WX星人の正体がサイボーグと化したマッド鬼山である事を突き止めた。また、マッド鬼山との最終決戦時においては日出雄と同じく、マシーンGのパイロットの一人として陽介に選ばれた。
マッド鬼山（マッドおにやま）
怪獣を使い、世界征服を企む悪の野望を持った科学者。陽介によると、かつては怪獣の研究をしていた科学者であったが、ある時、怪獣をコントロールできるようにし秘密兵器として世界各国に売り飛ばそうとした為に国際警察から指名手配を受けていた。陽介に「彼ならば、怪獣をコントロールできる」といわれている。彼はその能力で、バラゴン、ビオランテ、メガロ、メカゴジラ、メカニコング、ラドン、アンギラス、キングギドラ、エビラ、ガイガンといった怪獣達で世界を恐怖のどん底に陥れようとするが、ゴジラとGチームによって計画を阻止され、失敗に終わっている。また第5話「怪獣VS恐竜!!」の時に、25世紀からタイムマシンに乗ってやって来た子孫と共に、タイムマシンに装備されていたタイムワープ光線を用いて、化石からアンキロサウルスを復活させ、ゴジラをゴジラザウルスに戻した。また、ゴジラザウルスとアンキロサウルスの闘いの際、子孫はアンキロサウルスに怪獣進化促進剤を撃ち込んでアンギラスに進化させた。最初アンギラスの勝利かと思われていたが、ガス管の爆発によるタイムワープ光線の効果を無効化する思わぬアクシデントが発生し、不完全ではあったがゴジラが復活し、アンギラスごとタイムマシンを撃破された。その際、マッド鬼山は死亡したものと思われていたが、未来人の優れた医学によりサイボーグと化して生き延びていた。
サイボーグとなったその後も、人工怪獣をコントロールしてはゴジラとGチームに戦いを挑み、自らガイガンに搭乗した際はゴジラとの闘いの際に回収したG細胞を基にクローンのゴジラを作り出し、そのクローンゴジラにキングギドラの首、バトラの翼、そして自らの脳を移植して、最強の合体怪獣キングゴジラを生み出した。キングゴジラと化した彼はゴジラすら凌駕する戦闘能力を得て、自らを地球の帝王と称した。マーシャル諸島の海域での戦いでゴジラを倒した後、自らの地球支配の野望を加速させる為、破壊の限りを尽くすが、Gチームの切り札・マシーンGと戦闘になり、野望を妨害されたあげく、生きていたゴジラと再度戦う事になり、鬼山島での最後の闘いでゴジラの放射熱線を浴びて怯んだ隙を突かれ、動きを封じられる。そして最後は噴火した火山の火口へゴジラと共に消え去った。

## Gチーム
内閣安全保障室に直属するメーサーヘリを主力とした対ゴジラ用の戦闘チームである。本来はゴジラと戦う為の組織であるが、マッド鬼山の人工怪獣の脅威から日本を守る為に、ゴジラと共にマッド鬼山と彼の生み出す人工怪獣に立ち向かうことになる。

### Gチームの装備と戦闘マシーン
戦闘ヘリ
Gチームが所有する戦闘マシーンの一つ。主にロケット弾などを装備している。
メーサーヘリ
Gチームが主力として所有する戦闘マシーン。装備として対怪獣攻撃兵器ドリルミサイル、対怪獣ミサイル、そしてメーサービームを有している。また陽介はメーサーヘリのエネルギーを利用してキングギドラ、エビラとの戦いでエネルギーを切らして、ガイガンに苦戦していたゴジラにエネルギーを与えた。
マシーンG（ゴジラ）
Gチームが国連科学委員会と協力して開発した史上最強のゴジラ型ロボットである。翼を展開させる事で飛行する能力を持つ。キングゴジラ対策の切り札として完成され、陽介・日出雄・リンダの3人がパイロットとして搭乗した。
装備にミサイルと両手を変形させて放つ、メーサーヘリ以上の破壊力があるメーサービームを有しており、キングゴジラをあと一歩の所まで追いつめたが、マッド鬼山はキングゴジラにビオランテまでも合成しており、ビオランテの強い酸が含まれた樹液を浴びて両手を溶かされ、メーサービームが使用不能になり、形勢が逆転し、キングゴジラの体当たりを受けて行動不能に陥った。

## マッド鬼山の人工怪獣
ゴジラの敵怪獣であるマッド鬼山の人工怪獣は、主にかつて日本に出現して破壊の限りを尽くしたり、ゴジラと闘って敗れた怪獣などである。しかし、マッド鬼山の再生・改造により、より巨大に、より凶暴になり、戦力や能力も何倍も強力になっており、ゴジラを何度も苦戦させた。
海棲怪獣 シーバラゴン
今から30年前ほど前に白根山で誕生し、人々を餌にして暴れ回り、フランケンシュタインと戦い、最後は富士山麓の地底に消えた凶暴な地底怪獣バラゴンの組織の一部から（『フランケンシュタイン対地底怪獣』より）、マッド鬼山がDNAを取り出し、改造を加えて新たに生み出した怪獣。本来バラゴンは地底怪獣である為、海で生きる事は不可能であるが、マッド鬼山の改造により海でも生きる事が可能になっただけでなく、全長100メートルまでサイズアップされた。伊豆大島の海域に潜んでおり、島の動物、魚、そして大島から東京に向かう客船に乗っていた人間達を餌にしていた。頑丈な皮膚を持っており、Gチームの戦闘ヘリのロケット弾も効果が無かった。そして島に上陸して暴れ回ろうとするが、ゴジラと遭遇して戦いになり、その巨体に似合わぬ俊敏さと大ジャンプでゴジラを翻弄する。そして自慢の角でゴジラの胸を突き刺すが、ゴジラに角を掴まれ、へし折られる。角を折られたバラゴンはジャンプで逃げようとするが、ゴジラに尻尾を掴まれ、地面に叩き付けられた上に、放射熱線で止めを刺された。
- 原作のバラゴンと違って海棲怪獣とされ、イッカクのような角やセイウチのような長い牙が特徴となっている。河本が2022年に自身のTwitterにて明かしたところによれば、体色は赤であり、作画については事前に貰ったフィギュアを見ながら行ったという。

植物怪獣 ネオ・ビオランテ
G細胞と植物細胞、そして人間の細胞が合成され、生み出された植物怪獣（『ゴジラvsビオランテ』より）が、マッド鬼山によって新たに生み出された。口から吐く樹液にはゴジラですら溶かしてしまう程の強力な酸が含まれている。すそ野に出現し、ゴジラを樹液による攻撃で怯ませ、自らの触手を檻にしてゴジラを閉じ込めた。そしてメガロと共にゴジラをあと一歩の所まで追い詰めるも、この戦いがマッド鬼山の仕業である事に気付いた神子陽介がジープをエネルギー源であるパイプにぶつけた為にパイプが破壊され、パワーダウンしてしまう。その結果、緑の檻からゴジラが脱出し、その巨体を地面から引っこ抜かれた上にメガロに投げ付けられ、同士討ちを恐れたメガロによって殺獣レーザーで焼き殺された。
昆虫怪獣 メガロ
海底人の守護神といわれ、かつて宇宙怪獣ガイガンと協力してゴジラ、ジェットジャガーと戦い、敗れた昆虫怪獣（『ゴジラ対メガロ』より）。それがマッド鬼山によって復活したものと思われる。またマッド鬼山の改造により100メートルサイズにサイズアップし、すそ野に現れた。外見はカブトムシにドリルを移植した様な姿をしており、武器は両手のドリルと口から吐く地熱火炎ナパーム弾、そして角から出す殺獣レーザーである。ビオランテとの共闘で緑の檻に閉じ込められたゴジラを檻越しに両手のドリルと口から吐く地熱火炎ナパーム弾で攻撃する。後一歩のところまでゴジラを追い詰めたが、緑の檻からゴジラが脱出し、ビオランテを投げ付けられる。この時メガロは同士討ちを恐れ、殺獣レーザーで仲間のビオランテを焼き殺してしまうという残忍性を見せつけた。しかし、殺獣レーザーを使った隙をゴジラに突かれ、自慢の角を尻尾でへし折られ、放射熱線で倒されるという最期を遂げた。
超強力メカ怪獣 メカゴジラIII
かつてゴジラに二度も倒され、東京湾～木更津の川崎海底トンネルの工事現場の近くでゴジラへの復讐を望んでいたブラックホール第3惑星人によって製造されたメカゴジラの電子頭脳（『ゴジラ対メカゴジラ』より）を、マッド鬼山が発見し再生した。マッド鬼山の再生・改造により、メカゴジラは100メートルサイズにサイズアップしただけでなく、スペースビーム、フィンガーミサイル、パワーなどもより威力がアップした。東京湾の神田石油のコンビナートに現在のゴジラに化けて出現し、暴れ回る。その装甲は硬く、メーサーヘリのドリルミサイルも効果が無かったが、メーサービームによって人工皮膚が焼き払われ正体を現した。そして同時にコンビナートに本物のゴジラが出現したため、体当たり攻撃でメカニコングが隠れていたタンクにゴジラを誘導し、現れたメカニコングに締め上げさせた。その隙にメカゴジラは両手の鋭い爪でゴジラを串刺しにするも、メカニコングがゴジラに倒される。スペースビームとフィンガーミサイルでゴジラを攻撃するも、メーサーヘリによって頭部を攻撃され、その隙にゴジラの放射熱線を浴びるが、完全には機能を停止せず、二度目の放射熱線を浴びて倒される。
超強力メカ怪獣 メカニコングII
かつてキングコングと戦い、敗れたメカニコング（『キングコングの逆襲』より）をマッド鬼山がメカゴジラ同様、再生・改造したもの。メカゴジラと同じく100メートルサイズにサイズアップされ、コンビナートに出現した。怪力の持ち主で、一度締め上げられるとゴジラでも脱出することはできない。さらには、ゴジラを援護しようとしたGチームにホログラフィーの人質を見せつけ、手を出させないようにする。しかし、日出雄少年によってメカ怪獣をコントロールする場所と本物の人質を発見されてしまい、通信でその事実を知った神子陽介によって頭部をメーサーヘリのメーサービームで攻撃され、怯んだ隙を突かれ、ゴジラに背負い投げされ、もげた右腕を口に突っ込まれ爆散した。
空の大怪獣 ラドン
かつて日本で暴れ回った空の大怪獣ラドンがマッド鬼山によって改造されたものと思われる。アラブ油田地帯に出現して爆弾を落とし、油田地帯を火の海に変え、そこにいた人たちにデビルバード（悪魔の鳥）と恐れられた。今度はオイルタンカーを襲って爆撃し、出現したゴジラと戦いになる。放射熱線で撃ち落とされるも、やられたふりをしてゴジラを油断させ、捕まえて北極に連れて行った。そしてマッド鬼山の冷凍攻撃で氷漬けになったゴジラを最も温度が低いとされる処刑X地点まで運び、その地点にゴジラを落とすが、そこには日出雄の作戦で配置されていた無人の原子力潜水艦があり、それをゴジラが破壊して復活する。ラドンは復活したゴジラを上空高く持ち上げて氷山に叩き付けようとするが、ゴジラは尻尾を氷山に叩き付けてジャンプし、逆に叩き落とされたあげく、右の翼をもがれ、怒ったゴジラの放射熱線を受け、倒される。
暴竜 アンギラス
恐竜博覧祭にて展示されていた新種のアンキロサウルスの化石に、マッド鬼山と彼の子孫がタイムワープ光線を照射して生き返らせ、さらには怪獣進化促進剤を注射して怪獣化させた。同じくタイムワープ光線で恐竜にされたゴジラをその巨体で押し潰そうとするが、途中でタイムワープ光線の効果を無力化するガス管の爆発が起こり、不完全ではあったがゴジラが元に戻り、跳ね飛ばされる。手足を亀の様に引っ込めて体を回転させることでカマイタチの様な攻撃ができ、ゴジラを窮地に追い込んだが、Gチームが発射した対怪獣ミサイルをゴジラによって口に突っ込まれた上に尻尾で打ち飛ばされ、マッド鬼山が乗っていたタイムマシンにぶつかり爆死した。
宇宙怪獣 キングギドラIII世
翼を振動させることで透明になる能力を持った怪獣。その能力で日本、アメリカの軍事基地を襲撃し、戦闘機を破壊し、現場に自分の足跡を残していた。サイボーグと化して生き延び、WX星人の名前を騙ったマッド鬼山に操られており、ゴジラと戦いになった際も透明になる能力と引力光線でゴジラを苦戦させる。そして空から地面にゴジラを叩き付けようとするが、放射熱線で翼に穴を開けられ、透明になる能力を失い、地上戦になる。ゴジラを崖っぷちまで追い込み、3つの首から吐く合体させた引力光線でゴジラの吭に穴を開けるも、ヌクレアタイフーンを受けた為に2つの首をもぎ取られ、宇宙へと逃げ帰った。
このキングギドラは宇宙怪獣であるが、外見は『ゴジラvsキングギドラ』に登場した未来人製のキングギドラに酷似している。
大エビ怪獣 エビラ
南太平洋にあるリゾートビーチに出現し、暴れ回った。かつてゴジラと戦ったエビラと同じ個体かは不明（『ゴジラ・エビラ・モスラ 南海の大決闘』より）。
マッド鬼山によって操られており、前回のキングギドラ戦で傷を癒していたゴジラを襲撃した。またエビラには昆虫の羽根が移植されており、空からハサミによる攻撃でゴジラを苦戦させる。マッド鬼山によれば、甲殻類は昆虫とは遠い親戚関係にあり、昆虫の羽根をエビラに移植する事は簡単な事だったという。止めを刺そうとゴジラに襲いかかるが、ヤシの木を腹部に刺され、羽をもぎ取られる。しかしエビラは体内に仕込まれていた液体窒素をゴジラにかけ、動きを封じてしまう。最後は放射熱線で倒されるが、自らの身を犠牲にする事でゴジラを凍らせることに成功した。
サイボーグ怪獣 ネオ・ガイガン
かつてM宇宙ハンター星雲人に操られたサイボーグ怪獣ガイガンを、マッド鬼山が改造・コントロールした事でパワーアップしたものと思われる（『地球攻撃命令　ゴジラ対ガイガン』『ゴジラ対メガロ』より）。
前回のエビラ戦で氷漬けにされ、冬眠状態となったゴジラが防衛軍の手によって処刑される寸前に、マッド鬼山の手によって復活させられ、街中で暴れ回っている時に出現した。当初はゴジラと共に町を破壊していたが、陽介がメーサーヘリでゴジラに取り付けられた洗脳マシーンを破壊した事で正気を取り戻したゴジラと戦う事になった。実際はマッド鬼山がガイガンに搭乗して操作しており、この時マッド鬼山はゴジラと初めて直接対決した事になる。武器は両手の鎌、鎌を飛ばしたチェーンハンド、頭部の光線砲から発射される光線、腹部の回転鋸、ナパーム弾である。当初はキングギドラ、エビラとの戦いでエネルギーを失っていたゴジラを追い詰めていたが、陽介がメーサーヘリのエネルギーをゴジラに与えた事で戦局が逆転し、チェーンハンドを引きちぎられ、ナパーム弾も効果が無く、腹部の回転鋸でゴジラを斬り刻もうとしたが、ゴジラの腕力によってその体を引き裂かれ、爆散する。
この時、マッド鬼山はゴジラの桁外れのパワーに驚き、脱出ポッドである頭部を体から引き離し、戦線を離脱すると共にG細胞を回収した。
合体怪獣 キングゴジラ
マッド鬼山が前回の戦いで回収したG細胞を基に作り出したクローンゴジラにキングギドラの首と足、バトラの翼、そして自らの脳を移植して完成させた不滅の最強怪獣。
鬼山島を攻撃してきた国連軍の戦闘機を全滅させ、日出雄、陽介、リンダの乗っていた輸送機、そして陽介のメーサーヘリを一撃で撃墜した。ゴジラをも凌ぐ戦闘能力を有しており、ゴジラとの戦いの際には手首であるキングギドラの首でゴジラの動きを封じ、放射熱線も同じく放射熱線で相殺した。そして自らの左手を囮にしてゴジラの動きを封じ、空に飛び上がって用意していた針山にゴジラを叩き落とし、串刺しにした。そして、ゴジラを倒したキングゴジラは「地球の帝王」を名乗り、地球支配の勢いを加速させるべく都市部へと侵攻し、ゴジラに引きちぎられた左手を再生させて、都市部を火の海にした。しかし大黒島近辺を飛行中に、キングゴジラ対策の切り札である日出雄、陽介、リンダの搭乗する最強の戦闘マシーン、マシーンGと出くわし、戦闘になる。マシーンGのメーサービームで腹部に風穴を開けられるが、マッド鬼山は隠し玉であるビオランテの顔を露出し、樹液による攻撃でマシーンGのメーサービームを使用不能にし、体当たりによって地面に叩き付けた。そしてマシーンGに止めを刺そうと襲いかかったその時、生きていたゴジラに背後から攻撃され、ビオランテが倒される。ゴジラの生命力の強さにマッド鬼山は驚き、返り討ちにしようと上空に上がるが、放射熱線で攻撃され怯んだ隙にゴジラに動きを封じられ、ゴジラ共々噴火した火山の火口へと落ちた。

## 特別企画ゴジラ博物館
知らなかった秘密の情報満載! ゴジラの超秘密
第2巻にて掲載。ここではゴジラの秘密やゴジラと戦い、あるいはゴジラに協力した怪獣たちについて紹介した。
かきおろしギャグ漫画ストリートファイター GODZILLA
第2巻にて掲載。お調子者の格闘家・ストリートファイターゴジラを主役としたギャグ漫画。
きみのハガキがのっている!? ゴジラ似顔絵美術館
『怪獣王ゴジラ』を読んだ読者から送られたゴジラの絵葉書が、このコーナーにて抽選で掲載された。